# Аманиторе
Аманиторе (ок. 50 н. э.) — кандакия (царица) Куша (Нубия) со столицей в Мероэ, которая в большинстве случаев упоминается вместе с царём Натакамани. Как и у правящих царей у неё было также тронное имя, написанное в египетских иероглифах: Меркаре.

## Сведения об Аманиторе
На различных памятниках она появляется изображённой рядом с этим властителем. Например: в храме «B 500» в Напата, в храме Амуна «260 М» (Мероэ), в львином храме (Апедемак) Нага или в храме Дуаниб. На основании этого большинство исследователей предполагают, что она была супругой Натакамани и правила с ним на равных правах. Однако, современные египтологи подвергают эту интерпретацию сомнению. Аманиторе нигде не названа «куоре» — меройским словом, означающем «царя». Её постоянный титул «кдке» (Кандакия). Поэтому она едва ли обладала полнотой царской власти.
Рядом с Натакамани и Аманиторе часто появляются три принца или высокопоставленных лица (Ариканкарер, Ариканхатани, Шеракарер), из которых Ариканкарер точно не являлся сыном Аманиторы, так что вероятно, у Натакамани была другая супруга. Аманиторе же была скорее матерью властителя, которая правила за своего сына, когда тот был ещё молод.
Аманиторе погребена в Мероэ в пирамиде «N1». Это строение достаточно велико — только площадь основания составляет примерно 6x6 метров. Сегодня пирамида частично отреставрирована.
- Изображение царицы из Ван бен Нака
- Царица Аманиторе сокрушает своих врагов
- Пирамида Аманиторе